# Минимальная поверхность Каталана
В дифференциальной геометрии Минимальная поверхность Каталана —  это минимальная поверхность, которую впервые исследовал Эжен Шарль Каталан в 1855 г. .
Геодезической линией этой поверхности является циклоида. В вычислительной геометрии, при использовании алгоритма заметающей прямой, для поверхности Катлана выметающей линией является парабола .
Параметрическое представление поверхности Каталана:
{\displaystyle {\begin{aligned}x(u,v)&=u-\sin(u)\cosh(v)\\y(u,v)&=1-\cos(u)\cosh(v)\\z(u,v)&=4\sin(u/2)\sinh(v/2)\end{aligned}}}